# Caspar Pückler
Caspar Pückler von Groditz (Kaspar Poklar z Grodźca) (zm. 1584). Młodszy brat Wenzela Pücklera, pana na Szydłowcu Śląskim, zawarł związek małżeński z Magdaleną Betsch. Przejął dobra niemodlińskie, w 1572 r., w drodze umowy zastawu zawartej z cesarzem Maksymilianem II Habsburgiem na okres 22 lat, a opiewającej na kwotę 32.000 talarów. Wykupił je jednak już 1581 r. od jego następcy Rudolfa II Habsburga stając się ich pełnoprawnym, dziedzicznym właścicielem. Współtwórca, wespół ze swym następcą, synem Balthazarem i jego żoną Polixeną Necher von Buchwald, państwa stanowego Niemodlin (Herrschaft Falkenberg).